# Гонконзькі вафлі
Гонконзькі вафлі (кит.: 鷄蛋仔) — традиційний вуличний смаколик Гонконгу та Макао, що має характерну пухирчасту форму. Основу становлять яйця, випарене молоко, цукор і борошно. Набуло поширення в Європі, Північній Америці й Австралії. Інша назва — кулькові або яєчні вафлі, за форму, що нагадує перепілчані яйця.

## Історія створення
У 1950-х роках місцевий кондитер Гонконгу (ім'я його не збереглося) маючи багато розбитих яєць вигадав як їх врятувати. Він вигадав страву, що швидко здобула успіх у місцевих жителів, а згодом і у туристів — вафлі були незвичної, дивної форми, у вигляді кульок. Спочатку цей продукт замислювався як десерт, але з часом винахідливі китайці стали додавати всередину солоний вміст, перетворивши його в основну страву. Через кілька десятків років з'явилися сотні кафе і ресторанів по всьому світу, основною стравою яких саме гонконзькі вафлі. Сьогодні продукт подається більш ніж з 300 різноманітних начинок, кількість яких невпинно зростає. Структура вафлі дає безмежний простір для творчості.

## Приготування
Страва являє собою випічку зі спеціального тіста. Воно робиться дещо солонуватим, ванільним, шоколадним і традиційним, що нагадує класичні вафлі. Відрізняється від них гонконзький фастфуд структурою. Кожна вафля містить до 30 (в залежності від діаметра) кульок. Втім потрібна спеціальна вафельниця.
Спочатку у мисці змішати борошно, цукор, можна додати ванілін чи ваніль, а також какао. Додати яйце, перемішати міксером, потім додати випарене молоко, перемішати до однорідної маси. Розтопити вершкове масло й додати до цієї маси. Знову перемішати до однорідної консистенції. Береться розігріта до 180° вафельниця, куди виливається тісто, потім в кожну клітинку закладається потрібна начинка, зверхну знову заливається тістом. Перевертати кожну хвилину протягом 3-4 хвилин.

## Вживання
Після випічки вафлі згортають ріжком або ролом, додаючи в середину ще одну начинку. У солоних різновидах це можуть бути соуси, зелень, салати і овочі, а в солодких — сиропи, морозиво, горіхи, фрукти, збиті вершки і ягоди. Подавати страву прийнято в паперових конвертах.

### Начинки
- м'ясні — використовується як фарш, так і цілі шматочки свинини, яловичини і будь-якої птиці
- рибні — шматочки філе морських риб, попередньо очищені від кісток.
- грибні — додаються посмажені шматочки грибів. Іноді їх доповнюють овочеві суміші.
- сирні — використовуються молоді і тверді сорти сирів
- фруктово-ягідні — з морозивом, кремом, ягодами з вершками або горіховою м'якою карамеллю